# Rebecca Chin
Rebecca Chin, née le 11 décembre 1991, est une rameuse britannique.

## Palmarès

### Championnats du monde
| Discipline       | Chungju 2013 Corée du Sud | Amsterdam 2014 Pays-Bas | Aiguebelette 2015 France |
| ---------------- | ------------------------- | ----------------------- | ------------------------ |
| Quatre de pointe |                           |                         | Argent                   |